# نيت غرين (كرة سلة)
نيت غرين (بالإنجليزية: Nate Green)‏ مواليد 2 ديسمبر 1977 في دي موين، هو لاعب كرة سلة أمريكي سابق. بدأ مسيرته الاحترافية في سنة 2000. يبلغ طوله 6 قدم 5 بوصة (2.0 م). اعتزل اللعب في 2008.

## المسيرة الاحترافية
لعب مع إس إس فليتشي سكاندون في الدوري الإيطالي من سنة 2003 إلى 2005، ثم لعب مع فورتيتودو بولونيا في موسم 2005–06، ثم لعب مع أولمبيا ميلانو في الدوري الإيطالي في موسم 2006–07، ثم لعب مع أماتوري أوديني في موسم 2007–08.

## روابط خارجية
- نيت غرين على موقع كرة السلة الأوروبية.كوم (الإنجليزية)
- نيت غرين على موقع كلية كرة السلة في سبورتس رفرنس.كوم (الإنجليزية)
- نيت غرين على موقع ريلجم (الإنجليزية)
- نيت غرين على موقع بروبوليرز (الإنجليزية)
- نيت غرين على موقع سبورتس رفرنس (الإنجليزية)
- نيت غرين على موقع سبورتس رفرنس (الإنجليزية)